# Alejandro Michelena
Alejandro Michelena (Montevideo, 5 de junio de 1947) es un escritor y periodista uruguayo. Es autor de varios estudios dedicados a Montevideo y a las tertulias culturales de Montevideo y de Buenos Aires.

## Biografía
Reside en Montevideo, donde nació y ha dado a conocer la mayor parte de su obra. Publicó tres libros de poesía y tres novelas, así como un libro de cuentos. Participó en diversas antologías poéticas de su país y de América Latina. 
En su carácter de cronista ha dado a conocer una decena de libros relacionados con los barrios y los rincones ciudadanos, los edificios significativos y los espacios verdes, las riquezas arquitectónicas y culturales. Su obra en esta área –que oscila entre la crónica histórica y la mirada antropológica- es de referencia en los temas vinculados a la identidad urbana del Río de la Plata.
En cuanto ensayista, ha desplegado en varias obras sus reflexiones en torno a las tertulias culturales en Montevideo y Buenos Aires, y delineado el retrato de personajes del pensamiento, las letras y las artes. Ha profundizado especialmente en torno a la relación entre la Generación Literaria del 900 y legendarios cafés montevideanos como el Café Sorocabana, el Tupi-Nambá y el Polo Bamba. Y también, en el papel cumplido por las ruedas de intelectuales y artistas del Café Tortoni de Buenos Aires en la vida cultural de la ciudad durante el siglo XX.
Fue periodista de los diarios Mundocolor, Cinco Días y La Hora; los semanarios Brecha, Convicción y Decadauno; y las revistas Hoy es Historia, Graffiti, El Estante y Latitud 30-35. En estos medios ejerció la crítica literaria, cinematográfica, de televisión y el análisis de temas vinculados a la cultura. Ha llevado adelante y mantiene columnas radiales vinculadas a las temáticas del arte, las letras y el pensamiento en emisoras de su país. Colabora en varias publicaciones culturales, entre ellas La Jornada Semanal del diario La Jornada de México y en el programa radial «El Tunguelé», en radio Uruguay de Montevideo.

## Obras
Poesía
- Formas y fórmulas (Libros de Granaldea, Montevideo, 1978)
- Rituales (Ed. Siesta, Estocolmo, 1984)
- Otros rituales (Civiles Iletrados, 2016)

Novela
- Apartamento 108 (como M. A. Daniel, Antares, Montevideo, 1984)
- El vuelo de la oca (Signos, Montevideo, 1993)
- Un misterio llamado Baldomero (Arca, Montevideo, 2013)

Cuentos:
- "La rueda de la vida" (Delfos, 2023)

Ensayo
- Los cafés montevideanos (Arca, 1986)
- Personajes, magos de las palabras (Arca, Montevideo, 2006)
- Viejo Café Tortoni. Historia de las horas (Corregidor, Buenos Aires, 2008)
- Famosos con fundamento (Arca, Montevideo, 2010)
- Historia de las librerías montevideanas 1830 -1990 (Planeta, 2021, con Gabriel Sosa y Andrés Linardi)

Crónica
- Rincones de Montevideo (Arca, Montevideo, 1990)
- Más rincones de San Felipe y Santiago (Arca, Montevideo, 1994)
- Montevideo: historia de gentes, reuniones y lugares (Cal y Canto, Montevideo, 1998)
- Gran café del centro. Crónica del Sorocabana (Cal y Canto, Montevideo, 2003)
- Montevideo la ciudad secreta (El Caballo Perdido, Montevideo, 2004)
- El tren fantasma (El Caballo Perdido, Montevideo, 2008)
- Guía de Montevideo. Sus perfiles, sus rincones y sus misterios (Arca, Montevideo, 2015)
- La ciudad revelada. Lugares, historias y personajes montevideanos (Planeta, 2018)[3]